# Morska Stocznia Remontowa w Świnoujściu
Morska Stocznia Remontowa w Świnoujściu – stocznia remontowa na Warszowie – przemysłowej dzielnicy Świnoujścia na wyspie Wolin.

## Historia
Stocznia powstała w latach 70. XX wieku w miejscu, w którym w czasach III Rzeszy funkcjonowała stocznia Ernst Burmester Schiffswerft, budująca kutry rybackie łatwe do konwersji w jednostki wojskowe. Pierwotna stocznia uległa zniszczeniu prawdopodobnie wraz z całą dzielnicą przemysłową w czasie bombardowania miasta przez lotnictwo amerykańskie w marcu 1945.
Pod koniec pierwszej dekady XXI wieku stocznia zatrudniała 450 pracowników. W 2013 zatrudnienie spadło do 365 osób.
W 2012 r. większość przychodów stoczni nie pochodziła już z przebudów i remontów statków, lecz z wytwarzania konstrukcji offshore związanych z eksploatacją dna morskiego (działalność ta została podjęta przez stocznię 15 lat wcześniej).
W 2013 r. stocznia została połączona ze Szczecińską Stocznią Remontową „Gryfia”. Połączony podmiot przyjął nazwę Morska Stocznia Remontowa Gryfia S.A. W 2015 r. połączona spółka sprzedała 2/3 zlokalizowanych w Świnoujściu nieruchomości postoczniowych. W grudniu 2020 zaprzestano prowadzenia działalności stoczniowej w Świnoujściu, a w 2021 r. tereny dawnej stoczni sprzedano norweskiemu właścicielowi świnoujskiego Euroterminala. We wrześniu 2023 roku zostały zburzone ostatnie budynki po stoczni